# Tiermondism

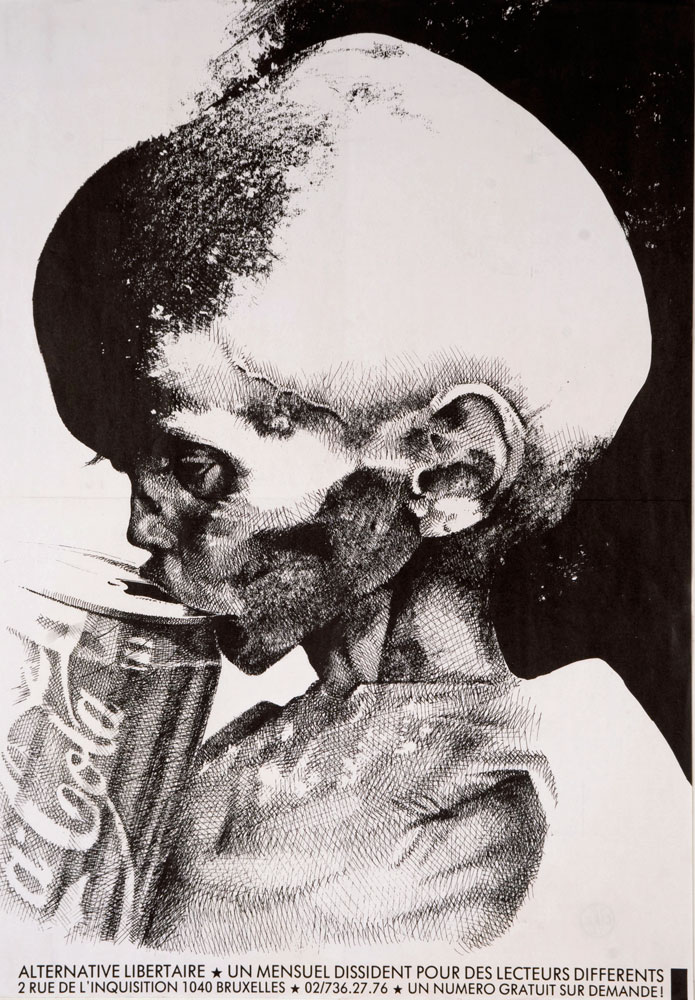
Un afiş de propagandă apărut în 1990 în „Alternative libertaire” din Belgia

Tiermondismul este o doctrină politică de stânga și xenofobă, apărută în a doua jumătate a secolului al XX-lea, care acordă o atenție deosebită contradicției dintre țările capitaliste dezvoltate (lumea occidentală) și țările din lumea a treia și adoptă o atitudine de solidaritate în raport cu aceste din urmă țări.
Această doctrină consideră cauza principală a sărăciei țărilor defavorizate ca fiind intervenția capitalului străin și a neocolonialismului.
Această teorie prezintă următoarele consecințe negative:
- oferă politicienilor aflați la conducerea țărilor lumii a treia avantaje prin deturnarea atenției opiniei publice de la incompetența și corupția liderilor;
- anihilează dorința de examinare a cauzelor interne ale insuccesului economic din acele țări și implicit încercarea de reformare a sistemului;
- consideră ca singură rezolvare ajutorul economic extern și astfel „efectul dominației” se amplifică.